# Uigwe

Un disegno incluso nel Wonhaeng eulmyojeong uigwe, che riepiloga il viaggio del re Jeongjo alla fortezza di Hwaseong per rendere omaggio alla tomba del principe Sado. (Colori aggiunti dal professor Han Young-woo della Facoltà di Storia Coreana dell'Università Nazionale di Seul.)

Uigwe (의궤?, 儀軌?, ŭigweMR; lett. "Modello per i rituali") è il nome generico dato a una raccolta di circa 3895 libri che riportano i dettagli sui rituali e le cerimonie reali della dinastia coreana Joseon. La collezione è entrata a far parte della Memoria del mondo dell'UNESCO nel 2007.

## Storia
Nel XV secolo, la corte di Joseon stabilì le regole di tenuta dei riti statali secondo il neoconfucianesimo pubblicando il Gukjo orye-ui ("Libro dei cinque riti nazionali", 1474) e il Gyeongguk daejeon ("Codice nazionale", 1484). Degli uffici temporanei chiamati Dogam vennero quindi incaricati di documentare matrimoni, funerali e compleanni reali, realizzazione di ritratti reali, costruzione e riparazione delle tombe e dei palazzi reali in appositi registri da consultare nel caso si organizzassero altri eventi simili in futuro.

## Contenuti
Gli Uigwe erano compilati in caratteri cinesi e scrittura idu in almeno sei copie (salvo eccezioni): una per la consultazione della famiglia reale, una per il Yejo (Ministero dei riti) e quattro per gli altrettanti archivi storici, situati in zone montagnose affinché fossero protetti dalle invasioni dei Paesi stranieri. Contenevano informazioni sulla società, la politica, l'economia, i rituali, la letteratura, l'arte, la musica e la cucina del periodo Joseon, e ponevano particolare attenzione sulla parte visiva, accompagnando le descrizioni con numerose illustrazioni di abiti, strumenti musicali, utensili e decorazioni, e trattando specialmente l'argomento dei paraventi verniciati usati nelle funzioni a palazzo.
Gli Uigwe possono essere categorizzati in diversi ambiti secondo il sistema Orye, che classifica i rituali di uno Stato confuciano:
- Gilrye (吉禮): rituali per i non umani, come le cerimonie di commemorazione dei defunti;
- Garye (嘉禮): riti tra persone, come quelli che coinvolgono proprietari terrieri e vassalli, i matrimoni, le investiture e le cerimonie legate ai rapporti con la Cina;
- Binrye (賓禮): banchetti reali per accogliere le missioni diplomatiche;
- Gunrye (軍禮): cerimonie come le battute di caccia reali;
- Hyungrye (凶禮): riti funebri e loro preparazione, dalla costruzione della tomba al trasporto della lapide al tempio di Jongmyo dopo il lutto;
- Altri: descrizioni di funzioni statali importanti come la costruzione di città fortificate, la restaurazione dei palazzi reali, la compilazione degli annali, eccetera.

## Conservazione
All'epoca moderna sono giunti soltanto oltre 3000 volumi datati dal XVII al XX secolo, in quanto gli Uigwe precedenti all'invasione giapponese del 1592 sono stati distrutti. Il più antico esistente risale al 1600 e documenta la ricostruzione della tomba del re Jungjong, mentre il più recente è quello sul matrimonio del futuro imperatore Sunjong nel 1906. Nel 2008, gli Uigwe erano conservati prevalentemente presso la Biblioteca Gyujang-gak dell'Università Nazionale di Seul (2700 volumi), la Biblioteca Jangseo-gak dell'Accademia di Studi Coreani a Seul e la Biblioteca nazionale di Francia a Parigi (297 volumi trafugati della Marina francese nel 1866). Un ulteriore volume era in possesso della British Library a Londra, mentre 71 tomi si trovavano presso l'Ufficio degli Affari della Famiglia Imperiale a Tokyo.
Durante il G20 del 2010, il Presidente sudcoreano Lee Myung-bak e il suo omologo francese Nicolas Sarkozy hanno stretto un accordo secondo il quale la Francia avrebbe prestato alla Corea gli Uigwe trafugati per cinque anni, con una clausola automatica di rinnovo. Non è stato possibile concordare una restituzione permanente perché la legge francese impedisce il trasferimento dei beni culturali all'estero, ma l'ex-Ministro della cultura francese Jack Lang ha dichiarato che il loro rientro in Corea era permanente in occasione dei festeggiamenti per la consegna dei volumi avvenuta nel giugno 2011. I 297 Uigwe recuperati sono conservati al Museo nazionale della Corea.
Nell'ottobre 2011 il primo ministro giapponese Yoshihiko Noda ha restituito cinque del 167 registri trafugati durante il periodo coloniale. Altri 150 Uigwe sono rientrati in Corea dal Giappone il successivo 6 dicembre.